# Jardim Brasil (Olinda)
Jardim Brasil é um bairro de Olinda, integrante da 4ª Região Político-Administrativa – RPA 4. Faz limite com os bairros de Peixinhos, Ouro Preto e Vila Popular. É dividido em duas partes: Jardim Brasil I e Jardim Brasil II.

## Processo Histórico
O povoamento da localidade teve início na década de 1950, quando donos de uma fábrica de exploração de minérios se instalaram no local. A partir daí, trabalhadores começaram a erguer suas residências nas proximidades, originando o bairro. O grande problema da comunidade é que a exploração do minério de fosfato deu origem a três grandes crateras, que mais tarde se transformaram na Lagoa Azul, Lagoa do Pantanal e Lago Arthol. Além disso, o terreno situa-se abaixo do nível do mar, o que gerava bastante alagamentos, principalmente nas épocas de chuva.

## Unidade de Desenvolvimento Humano (UDH)
O bairro é dividido em 3 UDHs, modo de divisão feito para melhor avaliar os dados do Índice de Desenvolvimento Humano Municipal (IDHM). O primeiro UDH é o bairro em si, o segundo abrange todas as áreas que ficam próximas ao Canal da Malária e parte da II Perimetral, no bairro de Ouro Preto e o terceiro inclui áreas de invasões entre a II Perimetral, a Av. Antônio da Costa Azevedo e a Lagoa Azul. Os dois últimos UDHs contêm os piores dados do IDHM do bairro, enquanto o primeiro tem altos índices, superior aos dados da própria cidade.